# Andrej Kančel'skis
Andrej Antanasovič Kančel'skis (in russo Андрей Антанасович Канчельскис?, Andrei Kanchelskis; Kirovohrad, 23 gennaio 1969) è un dirigente sportivo, allenatore di calcio ed ex calciatore russo di origine lituana ed ucraina e precedentemente sovietico, di ruolo centrocampista.
Nazionale sovietico e, dal 1992, russo, ha militato come ala o esterno destro durante la sua carriera in varie squadre europee di primo piano, tra cui Manchester Utd, Everton, Fiorentina e Rangers.
Nel Regno Unito, dove ha ottenuto la cittadinanza in seguito ai numerosi anni in cui ha giocato, è conosciuto con la traslitterazione anglosassone. Dopo lo scioglimento dell'URSS, con la cui Nazionale disputò 17 partite, il calciatore dopo aver militato anche per la CSI (6 presenze) scelse la nazionalità russa, scartando quella ucraina e quella lituana (il padre era originario della Lituania).
In occasione di Cipro-URSS del 13 novembre 1991, partita valida per le qualificazioni al campionato d'Europa 1992, segnando il gol del definitivo 3-0 è divenuto l'ultimo marcatore della storia della nazionale sovietica, prima del breve periodo con il nome di nazionale della CSI.
Terminata la carriera calcistica, ha intrapreso quella del dirigente calcistico in Russia col FK Nosta Novotroitsk, club russo di seconda divisione, per poi divenire allenatore di varie formazioni di terza divisione russe, inframezzate dall'esperienza lituana con lo Jurmala, e di massima serie uzbeka e kirghiza.

## Biografia
Sposato per molti anni con Inna Ponomarëva, ex Miss Kirovograd da ragazza, da lei ha avuto due figli, un maschio chiamato Andrej Junior e una femmina chiamata Eva. I due si sono separati nel 2006 e successivamente hanno divorziato. Nell'Everton e nella Fiorentina scelse di indossare la maglia numero 17 in ricordo di un giocatore russo di hockey, Valerij Charlamov, che morì in un incidente stradale. Calcisticamente è stato sempre un grande ammiratore di Diego Armando Maradona e di Paolo Maldini, mentre per altri sport ha avuto sempre come idolo il campione ucraino di salto con l'asta Serhij Bubka.
Kančel'skis è un appassionato di hockey e sci di fondo, sport che da giovane praticava durante la pausa invernale del campionato russo. Successivamente ha sviluppato un notevole interesse al gioco degli scacchi di cui è un ottimo giocatore. Kančel'skis è anche un grande amante del mare: durante la sua permanenza in Italia si dirigeva spesso sul litorale toscano col figlio per contemplare il Tirreno. A Firenze ancora possiede una casa con vista sulla città, a testimonianza, come ha dichiarato anche in seguito alla sua esperienza in maglia viola, di aver lasciato a malincuore la città toscana.
Su di lui sono stati scritti vari libri, fra cui il più celebre in Inghilterra chiamato semplicemente Kanchelskis, che ha venduto in poco tempo la tiratura stabilita di 30 000 copie. Apparso già come uomo copertina sulla confezione del videogioco Manchester United: The Double, nella seconda edizione della celebre serie PC Calcio, Kančel'skis era il secondo calciatore più forte del gioco, con una valutazione di 91 punti, dietro soltanto all'inglese Alan Shearer che ne aveva 94.
Nel 2018 ha pubblicato un'autobiografia chiamata Russian Winters nella quale racconta vicende personali, storie inedite e aneddoti divenuti virali in poco tempo anche su internet e i social. Il più clamoroso riguarda uno dei suoi primissimi incontri con il noto allenatore del Manchester United Sir Alex Ferguson al Cliff, il centro d'allenamento del club: caduto nello scherzo dei compagni di squadra, avrebbe risposto sorridendo del tutto ignaro e senza sapere la lingua inglese ad un saluto dell'allenatore con un insulto, salvato poi dalla reazione di un impietrito Ferguson soltanto dal boato di risate proveniente dall'altra parte dell'edificio. Tra gli altri aneddoti diventati virali in poco tempo il fatto che, atterrato in Inghilterra, non sapesse per quale club stava andando a firmare o che fosse stato costretto a comprare di corsa degli scarpini troppo stretti per poi correre all'allenamento il giorno stesso del contratto, non essendosi portato nulla con se. Dell'esperienza fiorentina invece l'aneddoto secondo il quale, dopo aver portato il figlio al McDonald's, fosse stato contattato da un dirigente viola il quale lo avrebbe ammonito dicendogli "nessun giocatore della Fiorentina va al McDonald's - mai".
Il passaggio nel 1996 dal Manchester United all'Everton dell'ala russa fu oggetto di molte speculazioni e controversie. Nell'autobiografia di Sir Alex Ferguson, Managing My Life, il tecnico scozzese afferma di aver ricevuto un'offerta di circa 40 000 £ per vendere Kančel'skis: al rifiuto dell'allenatore sarebbero susseguite minacce di morte al presidente dello United Martin Edwards. Tuttavia lo stesso tecnico afferma che molto probabilmente né il giocatore né l'Everton sapessero nulla della faccenda. 
Il giocatore russo confermò il sospetto nella sua seconda biografia e in interviste del periodo, dichiarando di non sapere nulla della vicenda e dell'eventuale operato dell'uomo coinvolto, aggiungendo che non fosse più suo procuratore dal 1991.
Secondo alcune voci rilanciate anche da tabloid dell'epoca inoltre Kančel'skis decise di lasciare inizialmente Manchester per Liverpool e poi di optare per i successivi onerosi trasferimenti per far fronte a presunti ingenti debiti accumulati giocando d'azzardo, in alcuni casi alludendo che addirittura fosse coinvolta la mafia russa. Lo stesso calciatore ha ripetutamente smentito le voci chiarendo i motivi della frattura con la dirigenza dello United e sostenendo che spesso fossero i club a cederlo per questioni puramente economiche, come nel caso dell'Everton di fronte all'offerta elevata della Fiorentina.

## Caratteristiche tecniche
Ala vecchio stampo dotata di grande velocità e senso del gol, poteva essere schierato anche come esterno offensivo e, più raramente, come seconda punta. Per gran parte della sua carriera, e soprattutto in Inghilterra, risultò particolarmente letale per gli inserimenti, oltre che per le potenti accelerazioni e un dribbling non particolarmente funambolico ma immediato, rapido ed imprevedibile, con il quale tendeva a saltare frequentemente gli avversari ed apriva molto bene gli spazi ai compagni di squadra. Palla al piede era capace sia di tentare la conclusione di potenza da fuori area, sia di portarsi sul fondo per eseguire cross precisi al centro dell'area, oltre a convergere in area e finalizzare a rete con conclusioni "ruvide", secche ed efficaci. Secondo l'ex giocatore del Manchester United Willie Morgan una delle qualità migliori di Kančel'skis era la costante determinazione nel pressare i difensori avversari senza tregua e saltarli quando in possesso della sfera. Nonostante lo stile di gioco aggressivo Kančel'skis era ritenuto molto professionale e corretto in campo.

## Carriera

### Club

#### 1988-1991: In Unione Sovietica
Nato a Kirovohrad, nella Repubblica Socialista Sovietica Ucraina, da padre lituano, Antanas Kančel'skis, e madre ucraina, come cittadino dell'URSS, Kančel'skis iniziò a giocare a calcio nello Zvezda Kirovohrad, con cui debuttò già diciassettenne e di cui vestì la maglia per due anni, realizzando 5 gol in 68 presenze.
Nel 1988 fu convocato per l'obbligo di leva, che scelse di assolvere a Kiev, dove fu allenato da Valerij Lobanovs'kyj alla Dinamo Kiev. Il giocatore si adattò bene al 4-4-2 del tecnico e si distinse come un'abile ala, ispirandosi al brasiliano Jairzinho, che aveva apprezzato da ragazzino, ma non trovò molto spazio in squadra. Esordì nella massima divisione sovietica il 27 marzo 1988 con la maglia della Dinamo Kiev, nella partita casalinga contro lo Spartak Mosca, e segnò il suo primo gol con la squadra di Kiev il 4 novembre 1988, contro la Dinamo Mosca, in una vittoria per 2-1. Dopo due stagioni con 22 partite giocate e un gol segnato, decise di lasciare la Dinamo a causa del poco spazio riservatogli in squadra e si trasferì allo Šachtar, dove giocò in totale 31 incontri e segnò 3 gol nella stagione 1989-1990.

#### In Inghilterra

##### 1991-1995: Manchester Utd

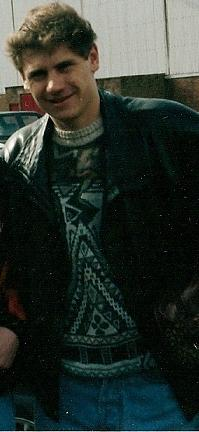
Kančelskis nel 1992 al The Cliff, allora campo di allenamento del Manchester United

Nel marzo 1991, a 21 anni, siglò un contratto con il Manchester United, con cui debuttò l'11 maggio 1991 contro il Crystal Palace - ultima partita della stagione 1990-1991, che la squadra di Manchester perse per 3-0 a Selhurst Park.
Nella stagione 1991-1992 Kančel'skis ebbe molte opportunità di comparire tra i titolari della prima squadra e diede un contributo alla propria compagine nella vittoria della Football League Cup; poi lo United non vinse il titolo cedendo il passo al Leeds United.
Nel 1992-1993 fu definitivamente inserito tra i titolari inamovibili, precisamente nella parte destra del centrocampo, e fu tra i protagonisti della vittoria della prima Premier League di sempre.
Nel 1993-1994 i Red Devils vinsero di nuovo la Premier League e anche la FA Cup. Kančel'skis fu impiegato quasi sempre nel ruolo di ala destra. Segnò un gol nella semifinale di coppa nazionale contro l'Oldham Athletic.
Fu poi il capocannoniere dello United nella stagione 1994-1995 con 15 gol in 32 partite (14 dei quali Premier League). Dovette saltare per un'ernia la parte finale del campionato, in cui la squadra arrivò seconda dietro al Blackburn Rovers e perse la FA Cup contro l'Everton.
Kančel'skis ha giocato 145 volte per lo United ed ha segnato 48 reti in circa quattro anni, ma nell'ultima stagione ebbe dissidi con l'allenatore Ferguson, trovando sempre meno spazio in campo e favorendo l'ascesa del giovane astro nascente David Beckham, che l'avrebbe sostituito sulla fascia dei Red Devils negli anni successivi. Nell'estate del 1995 lo United lo mise espressamente sul mercato.

##### 1995-1997: Everton
Dopo un'estate di indiscrezioni che lo volevano al Liverpool ed un tentativo di acquisto fallito da parte di Bryan Robson che tentò di portarlo con sé al Middlesbrough, Kančel'skis sembrava destinato ad un'altra stagione a Manchester. Fu poco dopo l'inizio del campionato, negli ultimi giorni di mercato, che l'Everton riuscì ad aggiudicarsi il cartellino dell'ala russa per una somma di 5 milioni di sterline. Al tempo il trasferimento fu il più oneroso della storia del club di Liverpool.
Nella sua prima stagione ai Toffees, Kančel'skis ebbe un impatto notevole, registrando quella che probabilmente è stata la sua migliore annata per rendimento, contraddistinta da ben 16 gol e 6 assist decisivi (primato stagionale nel club in entrambe le statistiche), numeri più da centravanti o da rifinitore che non da esterno di centrocampo, anche se talvolta il russo veniva schierato con mansioni più offensive. Tra le marcature rimasero nell'immaginario collettivo due gol all'Anfield contro i rivali del Liverpool. L'Everton raggiunse il sesto posto, migliore risultato per il club dal 1988.
Nella stagione seguente fu ceduto a gennaio alla Fiorentina per 8 milioni di sterline.

#### 1997-1998: In Italia

Kančel'skis presentato a Firenze nel gennaio 1997

Nel gennaio del 1997 un veloce blitz dei dirigenti della Fiorentina a Liverpool portò ad un accordo: 15 miliardi di lire alla società e quindici lordi al giocatore per un triennale. A metà stagione 1996-1997 fu acquistato pertanto dalla società italiana ed annunciato a fine mese, accolto dai tifosi viola con grande entusiasmo. Le prestazioni del russo, complice un difficile adattamento al calcio italiano, disattesero le aspettative e Kančel'skis giocò soltanto 9 incontri nei primi sei mesi. Chiuse la stagione in crescendo nel match contro la Roma ma abbandonando il campo per infortunio a seguito di un contrasto col difensore romanista Vincent Candela.

Kančel'skis, terzo in piedi da sinistra, in una formazione viola nella stagione '97-'98

Nella stagione successiva il nuovo allenatore Malesani lo definì l'«arma segreta». ed il russo iniziò la stagione in gran forma, andando a segno varie volte in precampionato (in particolare in amichevole in Inghilterra contro il Tottenham) e offrendo buone prestazioni contro l'Udinese e soprattutto contro il Bari, dove segnò il terzo gol dell'incontro. Nella terza giornata di campionato, a Milano contro l'Inter, dopo un avvio di gara di alto rendimento, Kančel'skis fu vittima di un violento intervento "a forbice" sulla caviglia da parte del nigeriano Taribo West, divenuto negli anni piuttosto controverso e noto: costretto ad abbandonare il campo, il russo si fermò per circa un mese. Al suo rientro, durante l'incontro di spareggio valido per la qualificazione al campionato del mondo 1998 Russia-Italia, in uno scontro con il portiere Gianluca Pagliuca, Kančel'skis si ruppe la rotula ed il ginocchio della gamba sinistra. Ritornato in campo solamente a gennaio, chiuse la stagione in viola con 17 presenze - molte delle quali come subentrante - riuscendo comunque a segnare un altro gol al Milan all'ultima giornata, per 2 marcature stagionali complessive.

#### 1998-2001: In Scozia
Nel 1998-1999 Giovanni Trapattoni arrivò sulla panchina della Fiorentina e Kančel'skis si trasferì ai Rangers. Il trasferimento fu il più costoso al tempo pagato da un club scozzese (superato poi da quello, sempre dei Rangers, per Tore André Flo). In Scozia, pur non riuscendo ad eguagliare quanto mostrato in passato in Premier League, Kančel'skis disputò una prima stagione di ottimo rendimento, con 8 reti segnate su 30 partite giocate, una particolarmente pregevole al volo da fuori area contro il Dunfermline rimasta impressa nell'immaginario collettivo
A fine esperienza con la squadra scozzese, il giocatore collezionò 65 partite segnando 13 gol in tre stagioni e mezza e vincendo in entrambe le prime 2 annate sia campionato che coppa nazionale.
Oltre che per i gol e le sue prestazioni, Kančel'skis fece parlare di sé in Scozia per alcune giocate scherzose. 
Nel 2001, in una partita di coppa vinta 7-0 contro l'Ayr United nella quale il russo aveva segnato un gol e sarebbe stato eletto uomo partita, nel dare il via ad un'azione offensiva salì con entrambi i piedi sul pallone e si mise una mano sulla fronte come per vedere meglio il posizionamento dei compagni in area, servendo poi velocemente l'assist per il conseguente gol. Altro momento piuttosto chiacchierato dai media britannici fu una strana piroetta in aria per cercare di dribblare un avversario in una partita di campionato senza che lo stesso toccasse minimamente il pallone a terra.
Dalla stagione 2000-2001 il russo vide sempre meno il rettangolo verde, relegato in panchina dal tecnico Dick Advocaat col quale entrò presto in contrasto. L'ala russa non mancò di accusare successivamente Advocaat sostenendo come, a suo dire, oltre a gestire il gruppo come fosse un'accademia militare o una scolaresca, preferisse platealmente i giocatori olandesi fatti arrivare a prescindere da quelle che fossero le reali prestazioni in campo. Le critiche di Kančel'skis, presenti anche nella sua autobiografia del 2018, vennero indirettamente confermate dall'allora capitano dei Rangers Lorenzo Amoruso, che spese parole analoghe su Advocaat.

#### 2001-2003: tra ritorni in Inghilterra e un'altra annata in Scozia
Nel gennaio 2001, sempre meno utilizzato dalla squadra scozzese nonostante una rete da subentrante in Champions League contro il Galatasaray, fu dato in prestito al Manchester City, dove però giocò 10 partite senza segnare alcun gol in campionato, mentre si tolse la soddisfazione di segnare un gol in FA Cup ancora una volta contro il Liverpool. Il club inglese sarebbe retrocesso a fine stagione ed il calciatore russo tornò in Scozia a giugno. Giocò quindi un'altra stagione a Glasgow, registrando comunque 14 presenze tra campionato e coppa e 2 reti.
A fine 2002, svincolatosi, dopo un periodo di allenamento con la squadra del Brighton & Hove Albion, ottenne un contratto dal Southampton. Il russo fece 2 apparizioni in bianco-rosso, sempre subentrando a partita in corso. I debiti del club portarono prima di Natale la dirigenza a rescindere il contratto di alcuni calciatori, tra i quali quello di Kančel'skis. Passò quindi a gennaio all'Al-Hilal, club dell'Arabia Saudita.
Nel Regno Unito è stato l'unico calciatore della storia ad aver segnato in tre derby britannici, ovvero quella della Old Firm di Glasgow, quello di Liverpool ed infine di Manchester.

#### Fine carriera

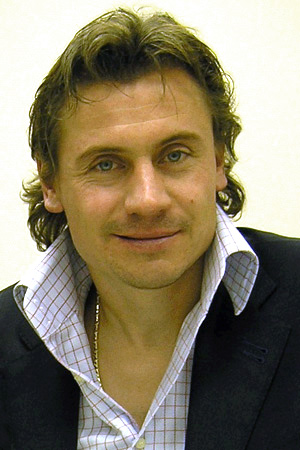
Kančel'skis nel 2006

Nel club arabo dell'Al-Hilal l'esperienza si concluse dopo 3 presenze. Dopo un periodo di allenamento con vari club inglesi, passò alla Dinamo Mosca, fino all'accordo con il Saturn. Dopo due anni di esperienza con la squadra moscovita è approdato al Kryl'ja Sovetov Samara dove ha giocato due stagioni.
Si è ritirato dalla carriera professionistica nel febbraio 2007.

### Nazionale
Fu convocato sin da giovane nelle file dell'Unione Sovietica, con la quale giocò 23 partite segnando 3 reti. Dopo lo scioglimento dell'Unione Sovietica giocò prima con la nazionale della Comunità degli Stati Indipendenti e poi con la nazionale russa, nonostante fosse ucraino di nascita. Con la Russia giocò 36 partite ufficiali segnando 5 gol.
Presente con la CSI al campionato d'Europa 1992, non partecipò al campionato del mondo 1994 per forti contrasti con il CT Pavel Sadyrin, contro il quale si dice che capeggiò un gruppetto di calciatori dissidenti nello spogliatoio. Tuttavia Andrej ha smentito successivamente parte delle accuse, soprattutto per quelle che lo vedevano leader dei riottosi: in realtà fu, a suo dire, contattato telefonicamente dai rivoltosi e alla domanda rivoltagli se fosse d'accordo sulla linea degli altri contestatori rispose affermativamente, sicché i compagni segnarono la sua posizione con una crocetta. Nonostante le ragioni che lo spingessero insieme ai compagni a contestare Sadyrin, Kančel'skis disse di nutrire rimpianti per non aver partecipato a quel campionato del mondo.
Partecipò quindi al campionato d'Europa 1996, giocando da titolare per tutta la durata dell'incontro le prime due partite contro Italia, dove mise in difficoltà sulla destra Paolo Maldini, e Germania. La Russia uscì però subito dalla competizione.
Nel 1997, durante lo spareggio di andata delle qualificazioni al campionato del mondo 1998 tra Russia e Italia giocata a Mosca, ha giocato per il resto del primo tempo a seguito dell'infortunio, circa quindici minuti, con la rotula ed il ginocchio sinistro rotti, continuando comunque a correre. Dichiarò in seguito che con il freddo piuttosto elevato sentiva un dolore fortissimo, ma riusciva comunque a muoversi pur zoppicando.
Fallita la qualificazione a Francia 1998, ha giocato solo altre quattro partite con la nazionale russa, per poi abbandonare il calcio internazionale.

### Allenatore
Dopo la carriera da calciatore ha intrapreso quella di dirigente prima e di allenatore poi. Dal 2006 allena le squadre russe della Torpedo-ZIL Mosca edell'Ufa. Nel 2014 viene ingaggiato a campionato in corso dai lettoni dello Jūrmala per scongiurare una retrocessione poi comunque avvenuta. Nel 2016 diviene l'allenatore del Solyaris, squadra di Mosca militante nella terza divisione russa, da cui viene esonerato dopo tre mesi per aver mancato la promozione nella serie superiore..
Nell'ottobre 2018 diviene l'allenatore del Navbahor Namangan, squadra della massima serie uzbeka che conduce al terzo posto in campionato. Nel giugno 2019 si dimette con la squadra al quarto posto in campionato, con 18 punti ottenuti in 12 giornate, ma nel mese di agosto viene riassunto con contratto triennale. Nell'ottobre 2020, non avendo ricevuto lo stipendio per quattro mesi, si dimette con la squadra al settimo posto dopo 18 giornate di campionato e cita in giudizio il club. Nell'agosto 2021 la FIFA condanna il club al pagamento di 1,6 milioni di dollari di stipendi arretrati da corrispondere al tecnico, più interessi. Nel mese di novembre Kančel'skis viene avvicinato da quattro uomini con il volto travisato che minacciano di rompergli una gamba nel caso in cui decida di non rinunciare alle richieste di denaro accettando un pagamento di 80 000 dollari.
Nel luglio 2023 viene nominato direttore generale del club kazako del Tobyl, carica che riveste sino al novembre successivo, quando si dimette a causa di conflitti con la proprietà della squadra.
Il 25 dicembre 2023 viene ingaggiato dal club kirghizo del Muras Junajted con contratto annuale.

## Statistiche

### Presenze e reti nei club
Statistiche aggiornate al termine della carriera.
| Stagione                      | Squadra                       | Campionato                    | Campionato | Campionato | Coppe nazionali | Coppe nazionali | Coppe nazionali | Coppe continentali | Coppe continentali | Coppe continentali | Altre coppe | Altre coppe | Altre coppe | Totale | Totale |
| Stagione                      | Squadra                       | Comp                          | Pres       | Reti       | Comp            | Pres            | Reti            | Comp               | Pres               | Reti               | Comp        | Pres        | Reti        | Comp   | Pres   |
| ----------------------------- | ----------------------------- | ----------------------------- | ---------- | ---------- | --------------- | --------------- | --------------- | ------------------ | ------------------ | ------------------ | ----------- | ----------- | ----------- | ------ | ------ |
| 1986                          | Zvezda Kirovohrad             | 2L                            | 17         | 1          | -               | -               | -               | -                  | -                  | -                  | -           | -           | -           | 17     | 1      |
| 1987                          | Zvezda Kirovohrad             | 2L                            | 51         | 4          | -               | -               | -               | -                  | -                  | -                  | -           | -           | -           | 51     | 4      |
| Totale Zvezda Kirovograd      | Totale Zvezda Kirovograd      | Totale Zvezda Kirovograd      | 68         | 5          |                 | -               | -               |                    | -                  | -                  |             | -           | -           | 68     | 5      |
| 1988                          | Dinamo Kiev                   | VL                            | 7          | 1          | CUS+CdL         | 1+5             | 0+2             | -                  | -                  | -                  | -           | -           | -           | 13     | 3      |
| 1989                          | Dinamo Kiev                   | VL                            | 15         | 0          | CUS+CdL         | 3+1             | 0               | -                  | -                  | -                  | -           | -           | -           | 19     | 0      |
| set.-dic. 1989                | Dinamo Kiev                   | -                             | -          | -          | CUS             | 1               | 0               | CU                 | 1                  | 0                  | -           | -           | -           | 2      | 0      |
| Totale Dinamo Kiev            | Totale Dinamo Kiev            | Totale Dinamo Kiev            | 22         | 1          |                 | 11              | 2               |                    | 1                  | 0                  |             | -           | -           | 34     | 3      |
| 1990                          | Šachtar                       | VL                            | 16         | 2          | CUS+CdL         | 0+2             | 0+1             | -                  | -                  | -                  | -           | -           | -           | 18     | 3      |
| gen.-mag. 1991                | Šachtar                       | VL                            | 5          | 1          | CUS             | 4               | 0               | -                  | -                  | -                  | -           | -           | -           | 9      | 1      |
| Totale Šachtar                | Totale Šachtar                | Totale Šachtar                | 21         | 3          |                 | 6               | 1               |                    | -                  | -                  |             | -           | -           | 27     | 4      |
| mag.-giu. 1991                | Manchester Utd                | FD                            | 1          | 0          | FACup+CdL       | 0               | 0               | CdC                | 0                  | 0                  | CS          | -           | -           | 1      | 0      |
| 1991-1992                     | Manchester Utd                | FD                            | 34         | 5          | FACup+CdL       | 1+2             | 0+1             | CdC                | 1                  | 0                  | SU          | 1           | 0           | 39     | 6      |
| 1992-1993                     | Manchester Utd                | PL                            | 27         | 3          | FACup+CdL       | 1+3             | 0               | CU                 | 1                  | 0                  | -           | -           | -           | 32     | 3      |
| 1993-1994                     | Manchester Utd                | PL                            | 31         | 6          | FACup+CdL       | 6+9             | 3+1             | UCL                | 0                  | 0                  | CS          | 1           | 0           | 41     | 10     |
| 1994-1995                     | Manchester Utd                | PL                            | 30         | 14         | FACup+CdL       | 3+0             | 0               | UCL                | 5                  | 1                  | CS          | 1           | 0           | 39     | 15     |
| Totale Manchester United      | Totale Manchester United      | Totale Manchester United      | 123        | 28         |                 | 25              | 5               |                    | 7                  | 1                  |             | 3           | 0           | 158    | 34     |
| 1995-1996                     | Everton                       | PL                            | 32         | 16         | FACup+CdL       | 4+0             | 0               | CdC                | 0                  | 0                  | CS          | 0           | 0           | 36     | 16     |
| lug.-dic. 1996                | Everton                       | PL                            | 20         | 4          | FACup+CdL       | 2+2             | 1+1             | -                  | -                  | -                  | -           | -           | -           | 24     | 6      |
| Totale Everton                | Totale Everton                | Totale Everton                | 52         | 20         |                 | 8               | 2               |                    | 0                  | 0                  |             | 0           | 0           | 60     | 22     |
| gen.-giu. 1997                | Fiorentina                    | A                             | 9          | 0          | CI              | -               | -               | CdC                | 0                  | 0                  | SI          | -           | -           | 9      | 0      |
| 1997-1998                     | Fiorentina                    | A                             | 17         | 2          | CI              | 2               | 0               | -                  | -                  | -                  | -           | -           | -           | 19     | 2      |
| Totale Fiorentina             | Totale Fiorentina             | Totale Fiorentina             | 26         | 2          |                 | 2               | 0               |                    | 0                  | 0                  |             | -           | -           | 28     | 2      |
| 1998-1999                     | Rangers                       | SP                            | 30         | 8          | CS+CdL          | 5+2             | 1+0             | CU                 | 7                  | 1                  | -           | -           | -           | 44     | 10     |
| 1999-2000                     | Rangers                       | SP                            | 29         | 4          | CS+CdL          | 5+2             | 1+0             | UCL+CU             | 3+2                | 0                  | -           | -           | -           | 41     | 5      |
| 2000-gen. 2001                | Rangers                       | SP                            | 7          | 1          | CS+CdL          | 0               | 0               | UCL+CU             | 7+0                | 2+0                | -           | -           | -           | 14     | 3      |
| gen.-giu. 2001                | Manchester City               | PL                            | 10         | 0          | FACup+CdL       | 1+0             | 1+0             | -                  | -                  | -                  | -           | -           | -           | 11     | 1      |
| 2001-2002                     | Rangers                       | SP                            | 7+3        | 1+0        | CS+CdL          | 3+0             | 1+0             | UCL+CU             | 1+0                | 0                  | -           | -           | -           | 14     | 2      |
| Totale Rangers                | Totale Rangers                | Totale Rangers                | 76         | 14         |                 | 17              | 3               |                    | 20                 | 3                  |             | -           | -           | 113    | 20     |
| 2002-gen. 2003                | Southampton                   | PL                            | 1          | 0          | FACup+CdL       | 0+1             | 0               | -                  | -                  | -                  | -           | -           | -           | 2      | 0      |
| feb.-giu. 2003                | Al-Hilal                      | SPL                           | 3          | 0          | CAS             | 2+              | 1               | ACL                | 3                  | 0                  | -           | -           | -           | 8+     | 1      |
| lug.-dic. 2004                | Saturn                        | PL                            | 12         | 2          | CR              | -               | -               | -                  | -                  | -                  | -           | -           | -           | 12     | 2      |
| 2005                          | Saturn                        | PL                            | 20         | 1          | CR              | 5               | 1               | -                  | -                  | -                  | -           | -           | -           | 25     | 2      |
| mag.-dic. 2005                | Saturn                        | -                             | -          | -          | CR              | 2               | 0               | -                  | -                  | -                  | -           | -           | -           | 2      | 0      |
| Totale Saturn                 | Totale Saturn                 | Totale Saturn                 | 32         | 3          |                 | 7               | 1               |                    | -                  | -                  |             | -           | -           | 39     | 4      |
| 2006                          | Kryl'ja Sovetov Samara        | PL                            | 22         | 1          | CR              | 1               | 0               | -                  | -                  | -                  | -           | -           | -           | 23     | 1      |
| mag.-dic. 2006                | Kryl'ja Sovetov Samara        | -                             | -          | -          | CR              | 1               | 0               | -                  | -                  | -                  | -           | -           | -           | 1      | 0      |
| Totale Kryl'ja Sovetov Samara | Totale Kryl'ja Sovetov Samara | Totale Kryl'ja Sovetov Samara | 22         | 1          |                 | 2               | 0               |                    | -                  | -                  |             | -           | -           | 24     | 1      |
| Totale carriera               | Totale carriera               | Totale carriera               | 456        | 77         |                 | 82+             | 16              |                    | 31                 | 4                  |             | 3           | 0           | 572+   | 97     |

### Cronologia presenze e reti in nazionale

#### URSS
| Cronologia completa delle presenze e delle reti in nazionale ― Unione Sovietica | Cronologia completa delle presenze e delle reti in nazionale ― Unione Sovietica | Cronologia completa delle presenze e delle reti in nazionale ― Unione Sovietica | Cronologia completa delle presenze e delle reti in nazionale ― Unione Sovietica | Cronologia completa delle presenze e delle reti in nazionale ― Unione Sovietica | Cronologia completa delle presenze e delle reti in nazionale ― Unione Sovietica | Cronologia completa delle presenze e delle reti in nazionale ― Unione Sovietica | Cronologia completa delle presenze e delle reti in nazionale ― Unione Sovietica |
| Data                                                                            | Città                                                                           | In casa                                                                         | Risultato                                                                       | Ospiti                                                                          | Competizione                                                                    | Reti                                                                            | Note                                                                            |
| ------------------------------------------------------------------------------- | ------------------------------------------------------------------------------- | ------------------------------------------------------------------------------- | ------------------------------------------------------------------------------- | ------------------------------------------------------------------------------- | ------------------------------------------------------------------------------- | ------------------------------------------------------------------------------- | ------------------------------------------------------------------------------- |
| 23-8-1989                                                                       | Lubin                                                                           | Polonia                                                                         | 1 – 1                                                                           | Unione Sovietica                                                                | Amichevole                                                                      | -                                                                               | 90’                                                                             |
| 29-8-1990                                                                       | Mosca                                                                           | Unione Sovietica                                                                | 1 – 2                                                                           | Romania                                                                         | Amichevole                                                                      | -                                                                               |                                                                                 |
| 12-9-1990                                                                       | Mosca                                                                           | Unione Sovietica                                                                | 2 – 0                                                                           | Norvegia                                                                        | Qual. Euro 1992                                                                 | 1                                                                               |                                                                                 |
| 3-11-1990                                                                       | Roma                                                                            | Italia                                                                          | 0 – 0                                                                           | Unione Sovietica                                                                | Qual. Euro 1992                                                                 | -                                                                               |                                                                                 |
| 21-11-1990                                                                      | Port of Spain                                                                   | Stati Uniti                                                                     | 0 – 0                                                                           | Unione Sovietica                                                                | Amichevole                                                                      | -                                                                               |                                                                                 |
| 6-2-1991                                                                        | Glasgow                                                                         | Scozia                                                                          | 0 – 1                                                                           | Unione Sovietica                                                                | Amichevole                                                                      | -                                                                               |                                                                                 |
| 27-3-1991                                                                       | Francoforte sul Meno                                                            | Germania                                                                        | 2 – 1                                                                           | Unione Sovietica                                                                | Amichevole                                                                      | -                                                                               | 90’                                                                             |
| 17-4-1991                                                                       | Budapest                                                                        | Ungheria                                                                        | 0 – 1                                                                           | Unione Sovietica                                                                | Qual. Euro 1992                                                                 | -                                                                               |                                                                                 |
| 21-5-1991                                                                       | Londra                                                                          | Inghilterra                                                                     | 3 – 1                                                                           | Unione Sovietica                                                                | England Challenge Cup                                                           | -                                                                               |                                                                                 |
| 23-5-1991                                                                       | Manchester                                                                      | Argentina                                                                       | 1 – 1                                                                           | Unione Sovietica                                                                | England Challenge Cup                                                           | -                                                                               |                                                                                 |
| 29-5-1991                                                                       | Mosca                                                                           | Unione Sovietica                                                                | 4 – 0                                                                           | Cipro                                                                           | Qual. Euro 1992                                                                 | -                                                                               |                                                                                 |
| 13-6-1991                                                                       | Göteborg                                                                        | Svezia                                                                          | 2 – 3 dts                                                                       | Unione Sovietica                                                                | Torneo Scania 100 - Semifinale                                                  | -                                                                               |                                                                                 |
| 16-6-1991                                                                       | Solna                                                                           | Italia                                                                          | 1 – 1 dts (3 – 2 dtr)                                                           | Unione Sovietica                                                                | Torneo Scania 100 - Finale                                                      | -                                                                               |                                                                                 |
| 28-8-1991                                                                       | Oslo                                                                            | Norvegia                                                                        | 0 – 1                                                                           | Unione Sovietica                                                                | Qual. Euro 1992                                                                 | -                                                                               | 72’                                                                             |
| 25-9-1991                                                                       | Mosca                                                                           | Unione Sovietica                                                                | 2 – 2                                                                           | Ungheria                                                                        | Qual. Euro 1992                                                                 | 1                                                                               |                                                                                 |
| 12-10-1991                                                                      | Mosca                                                                           | Unione Sovietica                                                                | 0 – 0                                                                           | Italia                                                                          | Qual. Euro 1992                                                                 | -                                                                               |                                                                                 |
| 13-11-1991                                                                      | Larnaca                                                                         | Cipro                                                                           | 0 – 3                                                                           | Unione Sovietica                                                                | Qual. Euro 1992                                                                 | 1                                                                               |                                                                                 |
| Totale                                                                          |                                                                                 | Presenze                                                                        | 17                                                                              |                                                                                 | Reti                                                                            | 3                                                                               |                                                                                 |

#### CSI
| Cronologia completa delle presenze e delle reti in nazionale ― Comunità degli Stati Indipendenti | Cronologia completa delle presenze e delle reti in nazionale ― Comunità degli Stati Indipendenti | Cronologia completa delle presenze e delle reti in nazionale ― Comunità degli Stati Indipendenti | Cronologia completa delle presenze e delle reti in nazionale ― Comunità degli Stati Indipendenti | Cronologia completa delle presenze e delle reti in nazionale ― Comunità degli Stati Indipendenti | Cronologia completa delle presenze e delle reti in nazionale ― Comunità degli Stati Indipendenti | Cronologia completa delle presenze e delle reti in nazionale ― Comunità degli Stati Indipendenti | Cronologia completa delle presenze e delle reti in nazionale ― Comunità degli Stati Indipendenti |
| Data                                                                                             | Città                                                                                            | In casa                                                                                          | Risultato                                                                                        | Ospiti                                                                                           | Competizione                                                                                     | Reti                                                                                             | Note                                                                                             |
| ------------------------------------------------------------------------------------------------ | ------------------------------------------------------------------------------------------------ | ------------------------------------------------------------------------------------------------ | ------------------------------------------------------------------------------------------------ | ------------------------------------------------------------------------------------------------ | ------------------------------------------------------------------------------------------------ | ------------------------------------------------------------------------------------------------ | ------------------------------------------------------------------------------------------------ |
| 19-2-1992                                                                                        | Valencia                                                                                         | Spagna                                                                                           | 1 – 1                                                                                            | Comunità degli Stati Indipendenti                                                                | Amichevole                                                                                       | -                                                                                                |                                                                                                  |
| 29-4-1992                                                                                        | Mosca                                                                                            | Comunità degli Stati Indipendenti                                                                | 2 – 2                                                                                            | Inghilterra                                                                                      | Amichevole                                                                                       | -                                                                                                | 63’                                                                                              |
| 3-6-1992                                                                                         | Brøndby                                                                                          | Danimarca                                                                                        | 1 – 1                                                                                            | Comunità degli Stati Indipendenti                                                                | Amichevole                                                                                       | -                                                                                                |                                                                                                  |
| 12-6-1992                                                                                        | Norrköping                                                                                       | Comunità degli Stati Indipendenti                                                                | 1 – 1                                                                                            | Germania                                                                                         | Euro 1992 - 1º turno                                                                             | -                                                                                                |                                                                                                  |
| 15-6-1992                                                                                        | Göteborg                                                                                         | Paesi Bassi                                                                                      | 0 – 0                                                                                            | Comunità degli Stati Indipendenti                                                                | Euro 1992 - 1º turno                                                                             | -                                                                                                |                                                                                                  |
| 18-6-1992                                                                                        | Norrköping                                                                                       | Scozia                                                                                           | 3 – 0                                                                                            | Comunità degli Stati Indipendenti                                                                | Euro 1992 - 1º turno                                                                             | -                                                                                                |                                                                                                  |
| Totale                                                                                           |                                                                                                  | Presenze                                                                                         | 6                                                                                                |                                                                                                  | Reti                                                                                             | 0                                                                                                |                                                                                                  |

#### Russia
| Cronologia completa delle presenze e delle reti in nazionale ― Russia | Cronologia completa delle presenze e delle reti in nazionale ― Russia | Cronologia completa delle presenze e delle reti in nazionale ― Russia | Cronologia completa delle presenze e delle reti in nazionale ― Russia | Cronologia completa delle presenze e delle reti in nazionale ― Russia | Cronologia completa delle presenze e delle reti in nazionale ― Russia | Cronologia completa delle presenze e delle reti in nazionale ― Russia | Cronologia completa delle presenze e delle reti in nazionale ― Russia |
| Data                                                                  | Città                                                                 | In casa                                                               | Risultato                                                             | Ospiti                                                                | Competizione                                                          | Reti                                                                  | Note                                                                  |
| --------------------------------------------------------------------- | --------------------------------------------------------------------- | --------------------------------------------------------------------- | --------------------------------------------------------------------- | --------------------------------------------------------------------- | --------------------------------------------------------------------- | --------------------------------------------------------------------- | --------------------------------------------------------------------- |
| 14-4-1993                                                             | Lussemburgo                                                           | Lussemburgo                                                           | 0 – 4                                                                 | Russia                                                                | Qual. Mondiali 1994                                                   | -                                                                     | 35’                                                                   |
| 28-4-1993                                                             | Mosca                                                                 | Russia                                                                | 3 – 0                                                                 | Ungheria                                                              | Qual. Mondiali 1994                                                   | 1                                                                     |                                                                       |
| 23-5-1993                                                             | Mosca                                                                 | Russia                                                                | 1 – 1                                                                 | Grecia                                                                | Qual. Mondiali 1994                                                   | -                                                                     |                                                                       |
| 2-6-1993                                                              | Reykjavík                                                             | Islanda                                                               | 1 – 1                                                                 | Russia                                                                | Qual. Mondiali 1994                                                   | -                                                                     |                                                                       |
| 28-7-1993                                                             | Cannes                                                                | Francia                                                               | 3 – 1                                                                 | Russia                                                                | Amichevole                                                            | -                                                                     |                                                                       |
| 8-9-1993                                                              | Budapest                                                              | Ungheria                                                              | 1 – 3                                                                 | Russia                                                                | Qual. Mondiali 1994                                                   | -                                                                     | 62’                                                                   |
| 7-9-1994                                                              | Mosca                                                                 | Russia                                                                | 0 – 1                                                                 | Germania                                                              | Amichevole                                                            | -                                                                     | 46’                                                                   |
| 12-10-1994                                                            | Mosca                                                                 | Russia                                                                | 4 – 0                                                                 | San Marino                                                            | Qual. Euro 1996                                                       | -                                                                     |                                                                       |
| 16-11-1994                                                            | Glasgow                                                               | Scozia                                                                | 1 – 1                                                                 | Unione Sovietica                                                      | Qual. Euro 1996                                                       | -                                                                     |                                                                       |
| 8-3-1995                                                              | Košice                                                                | Slovacchia                                                            | 2 – 1                                                                 | Unione Sovietica                                                      | Amichevole                                                            | -                                                                     |                                                                       |
| 29-3-1995                                                             | Mosca                                                                 | Russia                                                                | 0 – 0                                                                 | Scozia                                                                | Qual. Euro 1996                                                       | -                                                                     |                                                                       |
| 16-8-1995                                                             | Helsinki                                                              | Finlandia                                                             | 0 – 6                                                                 | Unione Sovietica                                                      | Qual. Euro 1996                                                       | -                                                                     | 61’                                                                   |
| 6-9-1995                                                              | Toftir                                                                | Fær Øer                                                               | 2 – 5                                                                 | Russia                                                                | Qual. Euro 1996                                                       | -                                                                     | 57’                                                                   |
| 15-11-1995                                                            | Mosca                                                                 | Russia                                                                | 3 – 1                                                                 | Finlandia                                                             | Qual. Euro 1996                                                       | -                                                                     | 77’                                                                   |
| 9-2-1996                                                              | Ta' Qali                                                              | Islanda                                                               | 0 – 3                                                                 | Russia                                                                | Torneo di Malta 1996                                                  | 1                                                                     | 10’                                                                   |
| 11-2-1996                                                             | Ta' Qali                                                              | Russia                                                                | 3 – 1                                                                 | Slovenia                                                              | Torneo di Malta 1996                                                  | -                                                                     |                                                                       |
| 27-3-1996                                                             | Dublino                                                               | Irlanda                                                               | 0 – 2                                                                 | Russia                                                                | Amichevole                                                            | -                                                                     |                                                                       |
| 24-4-1996                                                             | Bruxelles                                                             | Belgio                                                                | 0 – 0                                                                 | Russia                                                                | Amichevole                                                            | -                                                                     |                                                                       |
| 25-5-1996                                                             | Doha                                                                  | Qatar                                                                 | 2 – 5                                                                 | Russia                                                                | Amichevole                                                            | 1                                                                     |                                                                       |
| 29-5-1996                                                             | Mosca                                                                 | Russia                                                                | 1 – 0                                                                 | Emirati Arabi Uniti                                                   | Amichevole                                                            | -                                                                     | 46’                                                                   |
| 2-6-1996                                                              | Mosca                                                                 | Russia                                                                | 2 – 0                                                                 | Polonia                                                               | Amichevole                                                            | -                                                                     |                                                                       |
| 11-6-1996                                                             | Liverpool                                                             | Italia                                                                | 2 – 1                                                                 | Russia                                                                | Euro 1996 - 1º turno                                                  | -                                                                     |                                                                       |
| 16-6-1996                                                             | Manchester                                                            | Russia                                                                | 0 – 3                                                                 | Germania                                                              | Euro 1996 - 1º turno                                                  | -                                                                     | 12’                                                                   |
| 28-8-1996                                                             | Mosca                                                                 | Russia                                                                | 2 – 2                                                                 | Brasile                                                               | Amichevole                                                            | -                                                                     |                                                                       |
| 1-9-1996                                                              | Mosca                                                                 | Russia                                                                | 4 – 0                                                                 | Cipro                                                                 | Qual. Mondiali 1998                                                   | -                                                                     |                                                                       |
| 9-10-1996                                                             | Ramat Gan                                                             | Israele                                                               | 1 – 1                                                                 | Russia                                                                | Qual. Mondiali 1998                                                   | -                                                                     |                                                                       |
| 10-11-1996                                                            | Lussemburgo                                                           | Lussemburgo                                                           | 0 – 4                                                                 | Russia                                                                | Qual. Mondiali 1998                                                   | 1                                                                     |                                                                       |
| 12-3-1997                                                             | Belgrado                                                              | Jugoslavia                                                            | 0 – 0                                                                 | Russia                                                                | Amichevole                                                            | -                                                                     | 74’                                                                   |
| 29-3-1997                                                             | Paralimni                                                             | Cipro                                                                 | 1 – 1                                                                 | Russia                                                                | Qual. Mondiali 1998                                                   | -                                                                     |                                                                       |
| 20-8-1997                                                             | San Pietroburgo                                                       | Russia                                                                | 0 – 1                                                                 | Jugoslavia                                                            | Amichevole                                                            | -                                                                     | 46’                                                                   |
| 10-9-1997                                                             | Sofia                                                                 | Bulgaria                                                              | 1 – 0                                                                 | Russia                                                                | Qual. Mondiali 1998                                                   | -                                                                     |                                                                       |
| 29-10-1997                                                            | Mosca                                                                 | Russia                                                                | 1 – 1                                                                 | Italia                                                                | Qual. Mondiali 1998                                                   | -                                                                     | 46’                                                                   |
| 18-2-1998                                                             | Amarousio                                                             | Grecia                                                                | 1 – 1                                                                 | Russia                                                                | Amichevole                                                            | -                                                                     |                                                                       |
| 25-3-1998                                                             | Mosca                                                                 | Russia                                                                | 1 – 0                                                                 | Francia                                                               | Amichevole                                                            | -                                                                     | 46’                                                                   |
| 19-8-1998                                                             | Örebro                                                                | Svezia                                                                | 1 – 0                                                                 | Russia                                                                | Amichevole                                                            | -                                                                     | 65’                                                                   |
| 5-9-1998                                                              | Kiev                                                                  | Ucraina                                                               | 3 – 2                                                                 | Russia                                                                | Qual. Euro 2000                                                       | -                                                                     | 71’                                                                   |
| Totale                                                                |                                                                       | Presenze                                                              | 36                                                                    |                                                                       | Reti                                                                  | 4                                                                     |                                                                       |

## Palmarès

### Giocatore

#### Club

##### Competizioni nazionali
- Campionato sovietico: 1

Dinamo Kiev: 1990
- Coppe dell'Unione Sovietica: 1

Dinamo Kiev: 1990
- Campionato inglese: 2

Manchester United: 1992-1993, 1993-1994
- Coppa d'Inghilterra: 1

Manchester United: 1993-1994
- Coppa di Lega inglese: 1

Manchester United: 1991-1992
- Charity Shield: 3

Manchester United: 1993, 1994
Everton: 1995
- Campionato scozzese: 2

Rangers: 1998-1999, 1999-2000
- Coppa di Scozia: 3

Rangers: 1998-1999, 1999-2000, 2001-2002
- Coppa di Lega scozzese: 2

Rangers: 1998-1999, 2001-2002

##### Competizioni internazionali
- Coppa delle Coppe: 1

Manchester United: 1990-1991
- Supercoppa UEFA: 1

Manchester United: 1991

#### Individuale
- Sir Matt Busby Player of the Year: 1

1994-1995
- FA Premier League Player of the Month: 1

1995-1996 - aprile